# Hocus-Pocus and Frisby
"Hocus-Pocus and Frisby" is een aflevering van de Amerikaanse televisieserie The Twilight Zone.

## Plot

### Opening
The reluctant gentleman with the sizeable mouth is Mr. Frisby. He has all the drive of a broken camshaft and the aggressive vinegar of a corpse. As you've no doubt gathered, his big stock in trade is the tall tale. Now, what he doesn't know is that the visitors out front are a very special breed, destined to change his life beyond anything even his fertile imagination could manufacture. The place is Pitchville Flats, the time is the present. But Mr. Frisby's on the first leg of a rather fanciful journey into the place we call the Twilight Zone.
— Rod Serling

### Verhaal
De aflevering draait om een man genaamd Frisby. Hij runt een supermarktje/tankstation in een klein plaatsje. Bij de inwoners van het plaatsje staat hij bekend om zijn vele sterke verhalen over dingen die hij zogenaamd zou hebben meegemaakt.
Op een avond roept een vriendelijke stem hem. Buiten ziet hij een ruimteschip. Een groep aliens vermomd als mensen wil dat hij met hen mee gaat. De aliens houden Frisby al een tijdje in de gaten en denken dat al zijn verhalen echt zijn. Daardoor verkeren ze in de veronderstelling dat hij een van de meest ervaren en slimste mensen op aarde is. Ze willen hem als topattractie in hun dierentuin.
Frisby probeert de aliens ervan te overtuigen dat zijn verhalen slechts verzinsels waren, maar de aliens begrijpen de term “leugen” niet. Frisby, niet in staat de aliens te overtuigen dat hij niet zo geweldig is als ze denken, probeert wat te kalmeren door op zijn mondharmonica te spelen. Tot zijn verbazing en genoegen blijkt het geluid van zijn harmonica zeer pijnlijk voor de aliens. Hij gebruikt dit om uit het schip te ontsnappen en de geschrokken aliens vertrekken.
Frisby haast zich terug naar zijn benzinestation. Daar bevinden zich al zijn vrienden en familie leden die een verrassingsfeestje voor hem hadden georganiseerd. Wanneer hij vertelt wat hem is overkomen, doet iedereen dit van de hand als zijn zoveelste sterke verhaal.

### Slot
Mr. Somerset Frisby, who might have profited by reading an Aesop fable about a boy who cried wolf. Tonight's tall tale from the timberlands--of the Twilight Zone.
— Rod Serling

## Rolverdeling
- Andy Devine: Frisby
- Milton Selzer: Alien nr. 1
- Larry Breitman: Alien nr. 2
- Peter Brocco: Alien nr. 3
- Howard McNear: Mitchell
- Dabbs Greer: Scanlan
- Clem Bevans: oude man

## Trivia
- Rod Serling baseerde zijn scenario voor deze aflevering op een niet-gepubliceerd verhaal van Frederic Louis Fox.
- Het ruimteschip uit deze aflevering werd eerder gebruikt in de film Forbidden Planet.
- Deze aflevering staat op volume 37 van de dvd-reeks.